# Марсій
Ма́рсій (грец. Μαρσύας) — сатир, що жив у фригійських лісах, один із супутників Діоніса.

## Міфологія
За міфом, Марсій знайшов флейту, яку викинула Афіна (оскільки під час гри щоки богині роздувались і спотворювали її обличчя), і, хизуючись майстерною грою, викликав на змагання самого Аполлона. Цар Мідас, що був суддею змагання, віддав пальму першості сатиру. Розгніваний Аполлон здер з Марсія шкіру й повісив її в Каленах (Фригія) на дереві. Від звуків флейти шкіра тріпотіла; з крові Марсія забило джерело, яке дало початок річці.
Відома статуя роботи Мирона — Марсій, що простягає руки до подвійної флейти. Художники часто зображували змагання Марсія з Аполлоном (П. Перуджіно, Тінторетто) та покарання Марсія (Б. Перуцці, Рафаель, Дж. Вазарі та ін.).

## Пророцтво і свобода слова в Римі

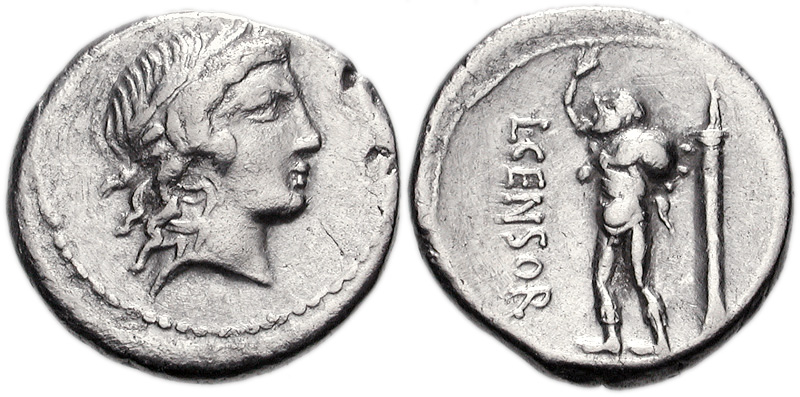
Денарій Луція Цензоріна з Аполлоном та Марсієм (ліворуч), 82 рік до н. е.

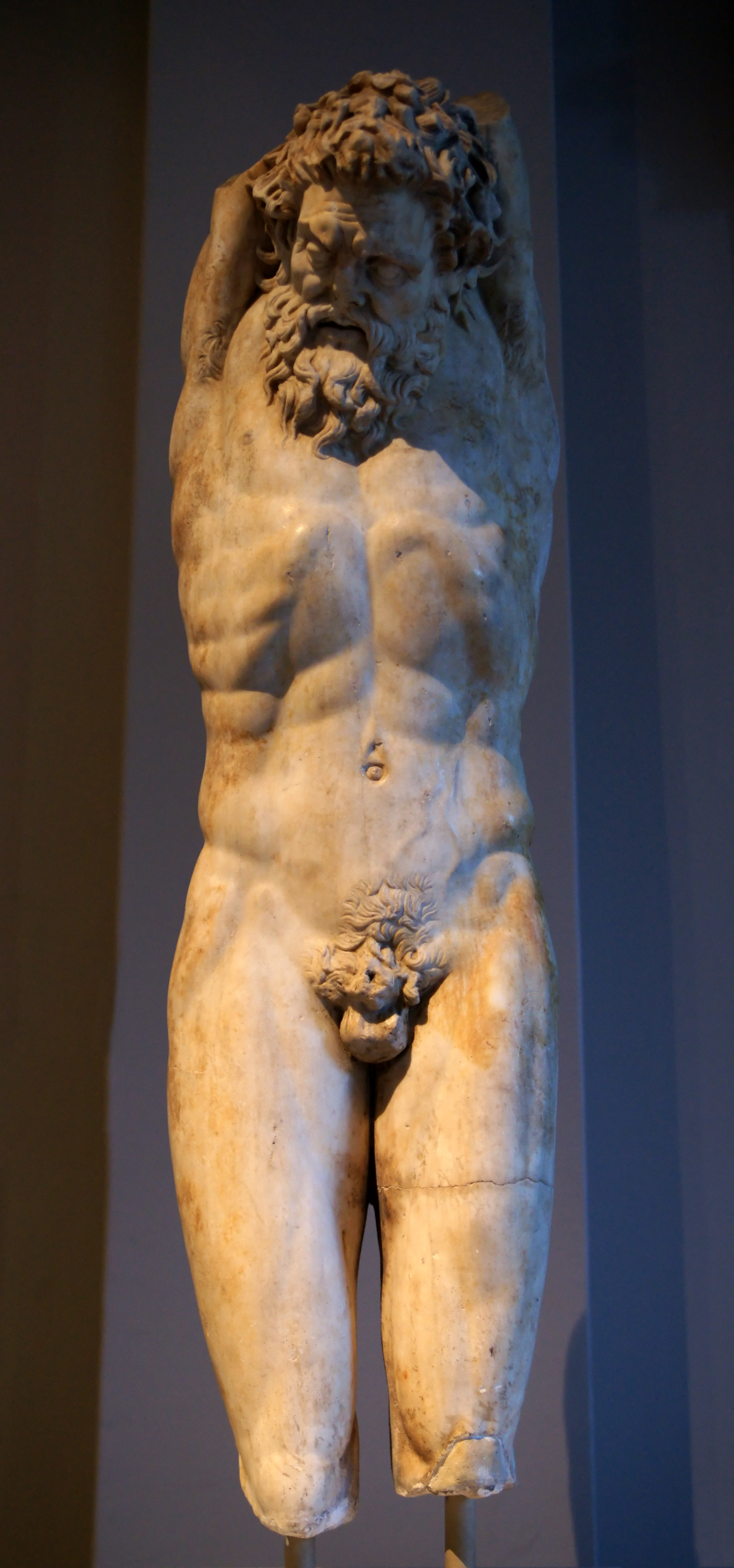
Марсій, покараний Аполлоном — римська копія давньогрецького оригіналу ІІІ ст. до н. е. Археологічний музей Стамбула

У римлян Марсій вважався винахідником ворожіння авгурів і прихильником свободи слова, філософської концепції «парресія» (грец. παρρησία) і «висловлювання правди владі». Найдавніше відоме зображення Марсія в Римі стояло на Римському форумі поблизу або в коміції, місці для політичної діяльності. Його також зображували як силена, який ніс бурдюк на лівому плечі з піднятою правою рукою. Статую вважали символом свободи (лат. indicium libertatis) й асоціювали з виступами плебсу чи простих людей. П'єдестал часто слугував місцем, на якому розміщували образливі вірші на політичну чи соціальну тематику.

## Марсій— притоки Меандра
Марсій — божество однойменної річки (притоки Меандра);